# Donje Mrzlo Polje Mrežničko
Donje Mrzlo Polje Mrežničko je naselje u Republici Hrvatskoj, u sastavu Grada Duge Rese, Karlovačka županija. 

## Stanovništvo
Prema popisu stanovništva iz 2001. godine, naselje je imalo 545 stanovnika te 184 obiteljskih kućanstava. Do 1900. je bilo iskazivano pod imenom Mrzlo Polje Donje. Od 1910. do 1948. podatci za Donje Mrzlo Polje Mrežničko su bili uključeni u podatcima za naselje Gornje Mrzlo Polje Mrežničko.
| broj stanovnika | 228   | 276   | 246   | 289   | 358   |       |       |       |       | 543   | 653   | 693   | 561   | 578   | 545   | 512   | 507   |
|                 | 1857. | 1869. | 1880. | 1890. | 1900. | 1910. | 1921. | 1931. | 1948. | 1953. | 1961. | 1971. | 1981. | 1991. | 2001. | 2011. | 2021. |

## Sport
U naselju je postojao nogometni klub NK Mladost Donje Mrzlo Polje Mrežničko